# Ауфхойзер, Зигфрид
Зигфрид Ауфхойзер (нем. Siegfried Aufhäuser; 1 мая 1884, Аугсбург, Германская империя — 6 декабря 1969, Западный Берлин) — деятель немецких профсоюзов и СДПГ.

## Биография
Родился в семье купца и окончил коммерческое училище. В 1912 году вступил в СДПГ, а в следующем году вошел в руководство Союза технико-промышленных служащих.
Активно контактировал с объединениями служащих, тяготеющими к социал-демократам, и в 1915 году основал Союз независимых объединений служащих. В 1917 году стал председателем правления, а в 1921 году — президентом Всеобщего свободного союза служащих (ВССС), действующего параллельно с Всеобщим объединением немецких профсоюзов (ВОНП). Ауфхойзер тесно сотрудничал с председателем ВОНП Карлом Легином (например, при организации забастовки во время капповского путча).
В 1917—1921 годах был членом Независимой социал-демократической партии Германии, в 1921 году перешел в Социал-демократическую партию Германии, где стал экспертом партии по экономике. В 1920 году вошел в состав Временного имперского экономического совета. В 1921 году был избран в рейхстаг, где пробыл до выборов 1933 года.
28 марта 1933 года в знак протеста против сближения ВОНП с новыми нацистскими властями Ауфхойзер ушел с поста президента ВССС, а 30 марта и сам союз объявил о самороспуске. Затем Ауфхойзер несколько раз арестовывался; кроме того, 10 мая нацистами были сожжены все написанные им книги. Вскоре Ауфхойзер через Саарбрюккен иммигрировал в Прагу. Там он начал работать в Сопаде (SoPaDe, название СДПГ в эмиграции). Считал, что для борьбы с нацистским режимом (которую он рассматривал с классовых позиций) было необходимо объединение социал-демократов и коммунистов в Народный фронт. Но большинство Сопаде, не согласное с позицией Ауфхойзера, в 1935 году исключило его из правления организации вместе с поддерживавшим его Карлом Бёхелем, после чего они основали Рабочий кружок революционных социалистов Германии. В декабре 1936 года Ауфхойзер был одним из подписавших «Обращение к немецкому народу», составленное Комитетом по организации Немецкого народного фронта. После заключения Мюнхенского соглашения Ауфхойзер переехал в Париж, а в 1939 году — в Нью-Йорк, где занимался литературной и журналистской деятельностью. Входил в состав социал-демократической эмигрантской организации «Германская рабочая делегация». В мае 1944 года участвовал в создании Совета демократической Германии.
В 1951 году вернулся в Германию и с 1952 по 1959 год был председателем берлинского отделения «Профсоюза немецких служащих».
В 1964 году сенат Берлина присвоил Ауфхойзеру звание старшины Берлина.
Похоронен рядом с женой на еврейском кладбище Фрайбурга.
6 декабря 1984 года в честь Ауфхойзера была названа одна из площадей в западноберлинском районе Нойкёльн (Siegfried-Aufhäuser-Platz).